# Championnat de Suisse de football de deuxième division 2013-2014
Navigation
Challenge League 2012-2013 Challenge League 2014-2015
La saison 2013-2014 de Challenge League est le deuxième niveau de la hiérarchie du football en Suisse après la Super League. Le championnat oppose en matches aller-retour dix clubs dont un promu de 1re Ligue Promotion, le FC Schaffhouse, et un relégué de Super League, le Servette FC. Le championnat débute le 13 juillet 2013 et se termine le 18 mai 2014. La société Brack Electronics SA devient sponsor titre de la Challenge League et la compétition se nomme désormais la Brack.ch Challenge League.

## Clubs pour la saison 2013-2014
| Club           | Entraîneur         | Stade                     | Capacité |
| -------------- | ------------------ | ------------------------- | -------- |
| FC Biel-Bienne | Hans-Peter Zaugg   | Stadion Gurzelen          | 15 000   |
| FC Chiasso     | Ernestino Ramella  | Stadio Comunale           | 11 168   |
| FC Locarno     | Stefano Maccoppi   | Stadio Lido               | 6000     |
| FC Lugano      | Sandro Salvioni    | Stadio comunale Cornaredo | 14 873   |
| FC Schaffhouse | Maurizio Jacobacci | Stadion Breite            | 7300     |
| Servette FC    | Sébastien Fournier | Stade de Genève           | 30 000   |
| FC Vaduz       | Giorgio Contini    | Rheinpark Stadion         | 6078     |
| FC Wil         | Axel Thoma         | Bergholz                  | 6000     |
| FC Winterthur  | Boro Kuzmanovic    | Stadion Schützenwiese     | 8500     |
| FC Wohlen      | David Sesa         | Stadion Niedermatten      | 3624     |

## Changements d'entraîneurs en cours de saison
| Équipe      | Équipe | Entraîneur partant | Date de départ | Motif de départ | Remplacé par       | Date d'entrée en fonction |
| ----------- | ------ | ------------------ | -------------- | --------------- | ------------------ | ------------------------- |
| Servette FC | 8e     | Sébastien Fournier | 20 août 2013   | Licenciement    | Jean-Michel Aeby   | 20 août 2013              |
| FC Chiasso  | 10e    | Ernestino Ramella  | 27 août 2013   | Licenciement    | Ryszard Komornicki | 27 août 2013              |